# Parodia ayopayana
Parodia ayopayana ist eine Pflanzenart in der Gattung Parodia aus der Familie der Kakteengewächse (Cactaceae). Das Artepitheton ayopayana verweist auf den Fundort der Art, die bolivianische Provinz Ayopaya.

## Beschreibung
Parodia ayopayana wächst einzeln oder sprossend mit kugelförmigen bis kurz zylindrischen, frischgrünen Trieben, die Wuchshöhen von 6 bis zu 8 Zentimetern und Durchmesser von 6 bis 9 Zentimetern erreichen. Die etwa 11 Rippen, welche bis zu 2 Zentimeter hoch werden, sind deutlich gehöckert und mit großen, stark wollig behaarten Areolen besetzt. Die meist 4 hellbraunen bis weißlichen Mitteldornen sind pfriemlich, gerade und ausgebreitet. Sie sind 3 bis 3,5 Zentimeter lang. Die 6 bis 11 weißlichen Randdornen sind nadelig und 1,5 bis  2 Zentimeter lang.
Die orangegelben Blüten sind bis 3 Zentimeter lang. Ihr Perikarpell und die Blütenröhre sind mit dichter, weißer bis orangefarbener Wolle besetzt. Die verlängerten Früchte sind rot und enthalten kleine, mattschwarze, kugelförmige, gehöckerte Samen.

## Verbreitung, Systematik und Gefährdung
Parodia ayopayana ist in Bolivien in den Departamentos Cochabamba und La Paz in Trockentälern in Höhenlagen von 2500 bis 3000 Metern verbreitet.
Die Erstbeschreibung erfolgte 1951 durch Martín Cárdenas. Ein nomenklatorisches Synonym ist Ritterocactus ayopayanus (Cárdenas) Doweld (2000).
In der Roten Liste gefährdeter Arten der IUCN wird die Art als „Least Concern (LC)“, d. h. als nicht gefährdet geführt.

## Nachweise